# إبراهيم الطباطبائي
السيّد إبراهيم بن حسن الطباطبائي المعروف بـبحر العلوم (1832 - 1901) شاعر عراقي في القرن 19 م. ولد في النجف. ينتمي إلى أسرة هاشمية حسنية شيعة اثنا عشرية. تلقى تربيته الأولى على يد أبيه حسن بن رضا بحر العلوم في مسقط رأسه ثم استوطن الكاظمية وفأخذ عنه الشاعر عبدالمحسن الكاظمي. طبع ديوانه أول مرة بعد وفاته في بيروت سنة 1913 بيد علي الشرقي. توفي في النجف.

## سيرته
ولد إبراهيم بن حسن بن رضا بن محمد مهدي الطباطبائي في النجف عام 1248 هـ/ 1832 م. درس علی والده في النجف وتخرّج علی سواه من علماء عصره ثم غادرها 1304 هـ إلى الكاظمية فأخذ عنه عبد المحسن الكاظمي واخوه محمد حسين الكاظمي وعلي الشرقي وعبد الحسين الحويزي. توفي النجف عام 1319 هـ/ 1901 م.

## شعره
طبع ديوانه أول مرة في بيروت 1332 هـ / 1913 م نشره علي الشرقي. «في شعره بداوة، وكان طويل النفس، سريع البديهة، ينشد شعره منغماً فيطرب سامعيه.» قال الزركلي عنه «كان أبي النفس، لم يتكسب بشعره ولم يمدح أحدا لطلب بره.» عاجل كل أنواع القريض: فتغزل وافتخر، ومدح ورثى، وتشوّق إلى الإخوان ووصف،‌ وقال الحِكَم والمواعظ. وهو من مشاهير مرتجلي الشعر. وربما ارتجل القصيدة الواحدة من مئة بيتٍ واحدٍ، من شعره في إنشاء الساعة الكبيرة وبرجها للعتبة العلوية في 1305 هـ/ 1887 م: